# Alexander Đặng
Alexander Đặng (sinh ngày 12 tháng 2 năm 1990) là một cầu thủ bóng đá bóng đá người Na Uy gốc Việt hiện đang thi đấu ở vị trí tiền đạo cho câu lạc bộ Lysekloster IL.

## Sự nghiệp
Alexander Đặng trưởng thành từ lò đào tạo của câu lạc bộ Hovding và Vadmyra. Năm 2015, anh chuyển đến đầu quân cho câu lạc bộ Sotra tại giải hạng ba Na Uy. Trong 2 mùa bóng thi đấu tại đây, Alexander ghi được tổng cộng 85 bàn thắng sau 56 lần ra sân tính trên mọi đấu trường. Mùa giải 2017, anh thi đấu cho Nest-Sotra và ngay mùa đầu tiên anh đã giành danh hiệu vua phá lưới giải hạng nhì Na Uy với 21 bàn thắng sau 25 trận, góp công lớn giúp đội bóng giành quyền lên chơi tại giải hạng Nhất.
Tháng 8 năm 2019, anh rời Nest-Sotra sau 2 năm gắn bộ để chuyển sang thi đấu cho FK Jerv với bản hợp đồng có thời hạn 3 năm.
Trước thềm mùa giải 2023, Alexander được một số đội bóng V.League 1 ngỏ lời mời về thi đấu. Ngày 4 tháng 12 năm 2022, Zing News đưa tin anh và Nam Định đã ký hợp đồng thời hạn 1 năm kèm điều khoản gia hạn. Tuy nhiên, sau hơn 2 tuần ăn tập tại Nam Định, Alexander đã rời câu lạc bộ trở về Na Uy do mâu thuẫn về mặt tài chính.
Rời Việt Nam, Alexander trở lại thi đấu cho Lysekloster IL.

## Cuộc sống cá nhân
Alexander Đặng có tên tiếng Việt là Đặng Xuân Trường, sinh ra và lớn lên ở Bergen, Na Uy. Anh có bố là người Việt Nam và mẹ là người Na Uy. Bố của anh là ông Đặng Duy Hiếu, người đã sang Na Uy sinh sống từ năm 1980.

## Danh hiệu
Cá nhân
- Vua phá lưới giải hạng 3 Na Uy: 2015
- Vua phá lưới giải hạng 2 Na Uy: 2017